# 宮城県道194号女川停車場線
宮城県道194号女川停車場線（みやぎけんどう194ごう おながわていしゃじょうせん）は、宮城県牡鹿郡女川町のJR石巻線 女川駅と国道398号とを結んでいた、かつて存在した一般県道である。2014年（平成26年）7月15日に廃止された。

## 路線概要
- 実延長：44.5 m
- 起点：女川駅
- 終点：宮城県牡鹿郡女川町女川浜

## 通過する自治体
- 宮城県
  - 牡鹿郡
    - 女川町

## 接続する道路
- 国道398号

## 周辺
- 女川郵便局